# Two of a Kind (film)
Two of a Kind är en amerikansk romantisk fantasykomedifilm från 1983 i regi av John Herzfeld, med Olivia Newton-John och John Travolta i huvudrollerna.

## Om filmen
Newton-John och Travolta hade letat efter ett manus tillsammans i ett år efter succén med Grease, men efter att ha gått igenom över trettio stycken verkade deras andra film ihop aldrig bli av. De lyckades aldrig bli överens om vad för sorts film de skulle spela in. Men efter att Travolta läst manuset till Two Of A Kind ringde han upp Newton-John och sa "Om du inte gillar den här, tror jag inte att vi någonsin kommer hitta en annan film att göra ihop."
Innan var filmen planerad att heta Second Chance, men titeln ändrades efter att man insåg att fem misslyckade filmer tidigare gjorts under det namnet.
Olivia Newton-Johns låt "Twist Of Fate" som spelades in för den här filmen blev en framgång och soundtracket var populärare än själva filmen. Musiken återutgavs på CD 1998.

## Rollista i urval
- John Travolta - Zack Melon
- Olivia Newton-John - Debbie Wylder
- Charles Durning - Charlie
- Oliver Reed - Beasley
- Beatrice Straight - Ruth
- Scatman Crothers - Earl
- Richard Bright - Stuart
- Toni Kalem - Terri
- Ernie Hudson - Skaggs
- Jack Kehoe - Mr. Chotiner
- Robert Costanzo - kapten Cinzari
- Castulo Guerra - Gonzales
- Gene Hackman - Gud (ej krediterad)